# John Linnell
John Sidney Linnell (12 de junio de 1959 en Nueva York), es un músico estadounidense, conocido mundialmente por ser miembro de They Might Be Giants  junto a su amigo John Flansburgh. Además de cantar y escribir canciones, también toca el acordeón, saxos, clarinete y el teclado para el grupo.
Las letras de Linnell son quizás más conocidas por su inclusión de la materia extraña y en juegos de palabras, es decir en cada uno de los conciertos de They Might Be Giants primero se obtiene un show. Por el contrario, las melodías de acompañamiento suelen ser en cascada y optimistas. 
Está casado y tiene un hijo, Henry. Su hijo Henry apareció como intérprete en The They Might Be Giants, en álbumes como  «Here Come the ABCs» y «Here Come the 123s».

## Primeros años
John Linnell formó a They Might Be Giants (conocidos también por su abreviatura TMBG) grupo de indie estadounidense formado en 1982 por Linnell y John Flansburgh. Linnell cofundador del grupo en 1982 conoció a John Flansburgh en la escuela secundaria, en donde después sería su mejor amigo.  
Linnell y Flansburgh eran adolescentes y se reunieron por primera vez en Lincoln, Massachusetts. Comenzaron a escribir canciones juntos mientras asistían a la escuela secundaria, pero no formaron una banda en ese momento. Los dos asistieron a colegios separados después de la secundaria (Flansburgh asistió a Pratt Institute) y después de unió a la grupación musical de Linnell The Mundanes. La banda The Mundanes contaba con seis miembros: John Andrews, Marsha Armitage, Jonathan Gregg, John Linnell, Dean Lozow, y Kevin Tooley. 
Los dos se reunieron en 1981 después de mudarse a Brooklyn (en el mismo edificio del apartamento en el mismo día) para continuar con sus carreras.

## Premios y nominaciones
| Año  | Premio             | Trabajo               | Resultado |
| ---- | ------------------ | --------------------- | --------- |
| 2002 | Grammy             | Malcolm in the Middle | Ganó      |
| 2000 | BMI TV Music Award | Malcolm in the Middle | Ganó      |

## Canciones
| Año  | Trabajo                                | Canción/Composición             |
| ---- | -------------------------------------- | ------------------------------- |
| 1998 | Apples & Oranges: Or, a Story of Fruit | Particle Man                    |
| 1993 | Ed and His Dead Mother                 | Everything Right Is Wrong Again |